# Instytut Muzykologii Uniwersytetu im. Adama Mickiewicza w Poznaniu
Instytut Muzykologii Uniwersytetu im. Adama Mickiewicza w Poznaniu (IM UAM) – jednostka organizacyjna Uniwersytetu im. Adama Mickiewicza w Poznaniu, jeden z 2 instytutów tworzących Wydział Nauk o Sztuce UAM. Należy – obok muzykologii na Uniwersytecie Jagiellońskim w Krakowie (rok założenia: 1911) oraz muzykologii na lwowskim Uniwersytecie Jana Kazimierza (1912) – do najstarszych w Polsce placówek uniwersyteckich o takim profilu naukowym. Jako samodzielna katedra jednostka powstała dopiero w 2001 r., jest jednak kontynuatorką powstałego w 1922 r. Zakładu Muzykologii. 

## Historia
Katedra Muzykologii Uniwersytetu im. Adama Mickiewicza powstała z inicjatywy księdza dr Wacława Gieburowskiego, dyrygenta zespołów chóralnych i teoretyka muzyki, w 1922 roku. Była obok muzykologii na Uniwersytecie Jagiellońskim w Krakowie oraz muzykologii na lwowskim Uniwersytecie Jana Kazimierza, najstarszą w Polsce placówką uniwersytecką o takim profilu naukowym. Pierwotnie istniała pod nazwą Zakładu Muzykologii. Pierwszym jego kierownikiem został prof. dr Łucjan Kamieński (1885–1964) – absolwent muzykologii berlińskiej. Po wojnie osoba, która zajęła się wskrzeszeniem Instytutu był prof. dr. hab. Adolfowi Chybińskiemu, twórca przedwojennej „muzykologii lwowskiej” oraz prekursor muzykologii jako dyscypliny uniwersyteckiej w Polsce. Pod jego okiem rozprawy habilitacyjne w Instytucie obroniło wielu wybitnych muzykologów przedwojennych m.in. ksiądz dr Hieronim Feicht, dr Józef Michał Chomiński, dr Zofia Lissa  oraz dr Stefania Łobaczewska oraz wielu nowych studentów muzykologii m.in. Ludwik Bielawski (etnomuzykolog), Anna Czekanowska (etnomuzykolog), Helena Harajda (akustyk muzyki), Włodzimierz Kamiński (1930–1993) (twórca polskiej instrumentologii), Bogusław Linette (badacz folkloru polskiego), Kornel Michałowski (bibliograf muzyczny), Bohdan Muchenberg, Mirosław Perz (badacz najdawniejszych dziejów muzyki polskiej), Jan Stęszewski, Tadeusz Strumiłło, Zygmunt M. Szweykowski, Krystyna Winowicz, Andrzej Koszewski, Stefan Stuligrosz Jerzy Kurczewski oraz Jan Weber.
Na mocy zarządzenia Rektora UAM z roku 2001 dotychczasowy Zakład Muzykologii, od 1974 r. wchodzący w skład  Instytutu Historii Sztuki, uzyskał status niezależnej Katedry. We wrześniu 2005 roku jej kierownikiem został dr hab. Ryszard Wieczorek. Siedzibą Katedry był dawny dom akademicki przy ul. Słowackiego 20 (do 2015 roku). Obecnie Katedra znajduje się w gmachu Collegium Historicum Novum przy ul. Umultowskiej 89 D.
Katedra prowadzi badania historyczne (źródłoznawcze, interpretacyjne) nad polską muzyką dawną oraz XIX i XX wieku, w dziedzinie problematyki etnomuzykologicznej, operologicznej, psychoakustycznej i kognitywistycznej oraz zajmuje się zagadnieniami związanymi z estetyką i filozofią muzyki. W katedrze gościnnie występują ze swoimi wykładami najwybitniejsi reprezentanci muzykologii światowej (m.in. prof. prof. Karol Berger, Kurt von Fischer, Martin Staehelin, Reinhard Strohm, Eero Tarasti), oraz krajowej (m.in. profesorowie: Michał Bristiger, Anna Czekanowska, Maciej Gołąb, Alicja Jarzębska, Mirosław Perz, Irena Poniatowska). 
Katedra Muzykologii UAM prowadzi unikatowy profil naukowy w skali całego kraju – Specjalizację Operową, kształcącą przyszłych historyków i teoretyków opery. Jednym z wykładowców był dr hab. Jarosław Mianowski. Z katedrą współpracują wybitni teatrolodzy (prof. dr hab. Dobrochna Ratajczak, kompozytorzy (Krzysztof Meyer, Paweł Mykietyn).
Od 1 września 2016, zarządzeniem Rektora UAM, Katedra funkcjonuje jako Instytut Muzykologii Uniwersytetu im. Adama Mickiewicza w Poznaniu (IM UAM).
Od 1 października 2019 roku, zarządzeniem Rektora UAM, Instytut Muzykologii jest częścią Wydziału Nauk o Sztuce UAM.

## Poczet kierowników
1. prof. dr Łucjan Kamieński (1922–1939) – Katedra Muzykologii
2. prof. dr hab. Adolf Chybiński (1945–1952) – Zakład Muzykologii
3. dr Maria Szczepańska (1952–1962)
4. * w latach 1962–1965 zawieszenie działalności, w roku 1965 nastąpiła likwidacja Zakładu
5. * w 1974 roku Zakład został reaktywowany
6. dr Krystyna Winowicz (1974–1975)
7. dr hab. Jan Stęszewski (1975–1999)
8. dr hab. Danuta Jasińska (1999–2005) – Katedra Muzykologii
9. prof. dr hab. Ryszard Wieczorek (2005–2016)

## Poczet dyrektorów
1. dr hab. Justyna Humięcka-Jakubowska (2016–2019)
2. dr hab. Piotr Podlipniak (od 2019)

## Struktura organizacyjna
Do 31 grudnia 2019 Instytut składał się z dwóch zakładów i dwóch pracowni. Od 1 stycznia 2020 Instytut nie posiada wewnętrznej struktury organizacyjnej.
Samodzielni pracownicy naukowi:
- prof. dr hab. Marcin Gmys
- prof. dr hab. Ryszard Daniel Golianek
- prof. dr hab. Bożena Muszkalska
- prof. dr hab. Ryszard Wieczorek
- dr hab. Justyna Humięcka-Jakubowska
- dr hab. Piotr Podlipniak
- dr hab. Magdalena Walter-Mazur
- dr hab. Ewa Dahlig-Turek (profesor emerytowana)
- dr hab. Danuta Jasińska (profesor emerytowana)

## Zmarli pracownicy Instytutu
- dr hab. Maciej Jabłoński[4]
- prof. UAM dr hab Jarosław Mianowski[5]
- prof. UAM dr hab. Jan Stęszewski[6]